# Sansoen Phra Barami
"Sansoen Phra Barami" (tiếng Thái: สรรเสริญพระบารมี, dịch: Tôn vinh uy tín của ngài) là quốc ca của Thái Lan. Âm nhạc được sáng tác bởi nhà soạn nhạc người Nga Pyotr Shchurovsky, vào năm 1888, để phục vụ như quốc ca của Xiêm.  Lời bài hát sau đó đã được Hoàng tử Narisaranuvadunchongs thêm vào, khoảng năm 1913, và sau đó được vua Rama VI sửa đổi.
Sansoen Phra Barami là quốc ca của Xiêm từ năm 1888 đến năm 1932, khi nó được thay thế bằng Phleng Chat. Quốc ca được thực hiện trong các dịp lễ của nhà nước, cũng như khi một thành viên cấp cao của hoàng gia có mặt cho một chức năng. Ngoài ra, quốc ca vẫn được phát trước khi bắt đầu mỗi bộ phim tại các rạp chiếu phim, cũng như trước khi bắt đầu hành động đầu tiên trong các vở kịch, nhạc kịch, buổi hòa nhạc và hầu hết các buổi biểu diễn trực tiếp khác của âm nhạc hoặc sân khấu ở Thái Lan. Bài quốc ca cũng được phát khi đăng nhập và đóng cửa chương trình truyền hình và đài phát thanh, Ví dụ, Kênh 7 phát sóng video và Đài phát thanh Thái Lan trong 24:00 đăng nhập của bài quốc ca, với hình ảnh của vua Bhumibol Adulyadej từ khi sinh ra cho đến ngày nay được hiển thị.

## Lời bài hát

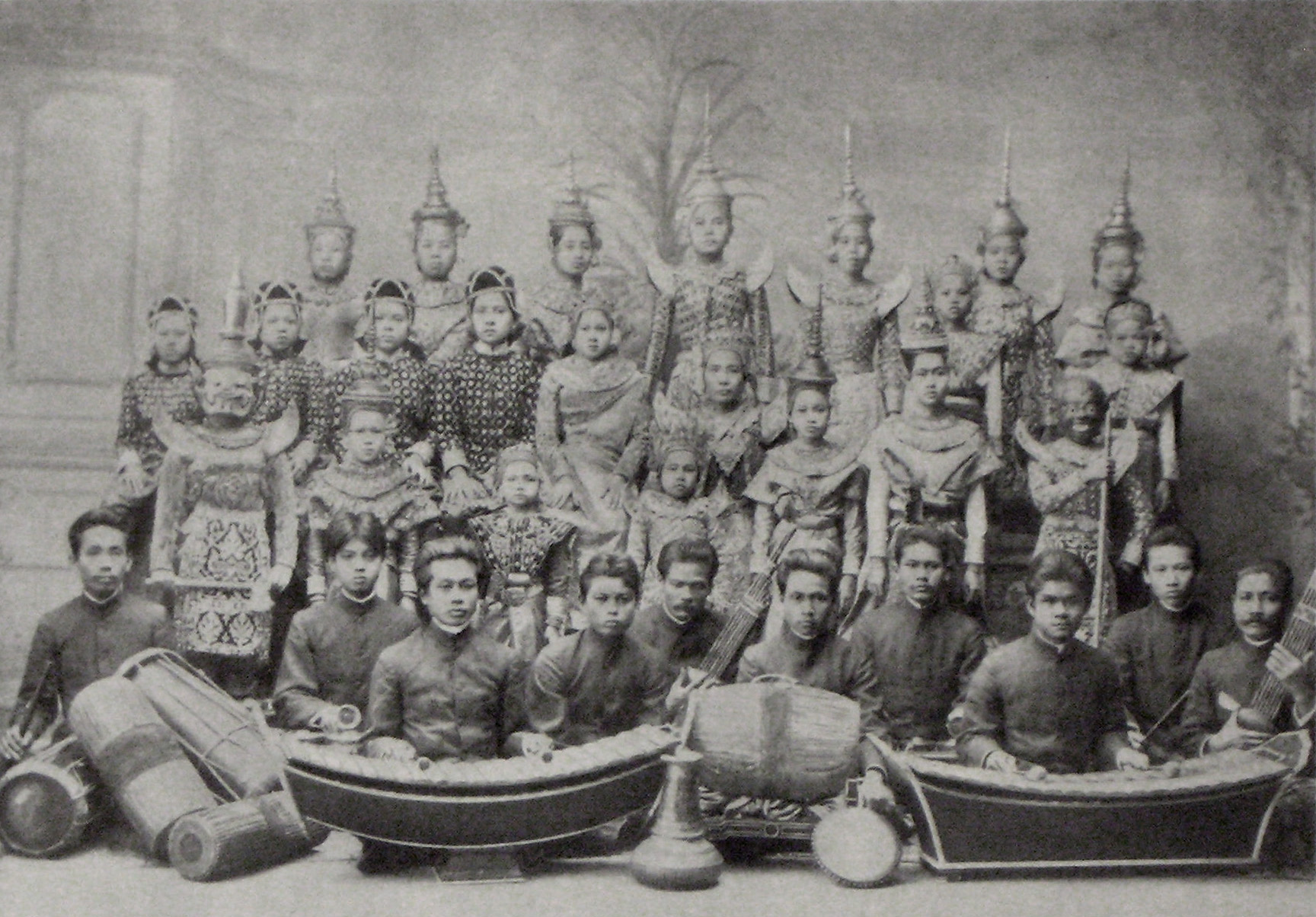
Nhóm kịch Xiêm biểu diễn tại Berlin, Đức năm 1900.

| Lời tiếng Thái      | Chuyển tự tiếng Thái (RTGS)    | Phiên mã IPA                              |
| ข้าวรพุทธเจ้า          | Kha Wora Phuttha Chao          | [kʰâ: wɔ:.ráʔ pʰút.tʰáʔ t͡ɕâːw]            |
| เอามโนและศิระกราน    | Ao Mano Lae Sira Kran          | [ʔaw má.noː lɛ́ʔ sì.ráʔ kraːn]             |
| นบพระภูมิบาล บุญดิเรก   | Nop Phra Phumi Ban Bunya Direk | [nóp pʰráʔ pʰuː.míʔ baːn bun.jáʔ dì.rèːk] |
| เอกบรมจักริน          | Ek Boromma Chakkrin            | [ʔèːk bɔ:.rom.máʔ t͡ɕàk.krin]              |
| พระสยามินทร์          | Phra Sayamin                   | [pʰráʔ sà.jǎ:.min]                        |
| พระยศยิ่งยง           | Phra Yotsa Ying Yong           | [pʰráʔ jót.sàʔ jîŋ joŋ]                   |
| เย็นศิระเพราะพระบริบาล | Yen Sira Phro Phra Bori Ban    | [jen sì.ráʔ pʰrɔ́ʔ pʰráʔ bɔ:.ríʔ baːn]     |
| ผลพระคุณ ธ รักษา      | Phon Phra Khun Tha Raksa       | [pʰǒn pʰráʔ kʰun tʰáʔ rák.sǎː]            |
| ปวงประชาเป็นสุขศานต์   | Puang Pracha Pen Sukkha San    | [pu:aŋ prà.t͡ɕaː pen sùk.kʰà sǎːn]         |
| ขอบันดาล             | Kho Bandan                     | [kʰɔ̌: ban.daːn]                           |
| ธ ประสงค์ใด          | Tha Prasong Dai                | [tʰáʔ prà.sǒŋ daj]                        |
| จงสฤษดิ์ดัง            | Chong Sarit Dang               | [t͡ɕoŋ sà.rìt daŋ]                         |
| หวังวรหฤทัย           | Wang Wara Haruethai            | [wǎŋ wá.ráʔ hà.rɯ́.tʰaj]                   |
| ดุจถวายชัย ชโย        | Dutcha Thawai Chai Chayo       | [dùt.t͡ɕàʔ tʰà.wǎːj t͡ɕʰaj t͡ɕʰá.jo:]        |

## Lời trongthế chiến II
ข้าวรพุทธเจ้า	เอามโนและศิระกราน
นบพระภูมิบาล	บรมกษัตริย์ไทย
ขอบันดาล	ธ ประสงค์ใด
จงสิทธิดั่ง	หวังวรหฤทัย
ดุจถวายชัย	ชโย

### Từ tiếng Thái sang ký tự Latinh
Kha Wora Phuttha Chao
Ao Mano Lae Sira Kran
Nop Phra Phummiban
Borom Kasat Thai
Kho Bandan
Tha Prasong Dai
Chong Sit Dang
Wang Wora Haruethai
Dutcha Thawai Chai
Chayo